# Pajęcznica gałęzista
Pajęcznica gałęzista (Anthericum ramosum L.) – gatunek byliny z rodziny szparagowatych (Asparagaceae s.l.) i podrodziny agawowych (Agavoideae).

## Rozmieszczenie geograficzne
Występuje w Europie i w Azji. Jej zwarty zasięg występowania obejmuje obszary od Pirenejów przez całą Europę (bez Skandynawii, gdzie występuje tylko na izolowanych stanowiskach na południu) po Krym i Turcję. W Polsce jest dosyć pospolita na niżu oraz na wyżynach, w górach natomiast jest rzadka. W Karpatach aktualnie jej potwierdzone pojedyncze stanowiska znajdują się tylko w Cieszynie i Cisownicy na Pogórzu Śląskim, w Pieninach Centralnych (na Facimiechu), w Beskidzie Wyspowym (w Maszkowicach) i na Pogórzu Wiśnickim (na wzniesieniu zamku w Melsztynie).

## Morfologia
ŁodygaWzniesiona, dorastająca do 1 m wysokości, rozgałęziona. Pod ziemią krótkie kłącze.
LiścieLiście odziomkowe równowąskie, rynienkowate, gładkie, o długości do 40 cm. Liście łodygowe oraz podsadki krótsze od odziomkowych i również rynienkowate.
KwiatyKwiatostan – rozpierzchła wiecha. Kwiaty białe, wyrastające na kolankowatych szypułkach. Mają średnicę 25 mm. Listki okwiatu ułożone w dwóch okółkach, listki zewnętrzne są węższe od wewnętrznych. Zawiera 6 pręcików o tej samej długości co okwiat. Zalążnia trójkomorowa, kulista, szyjka słupka prosta.

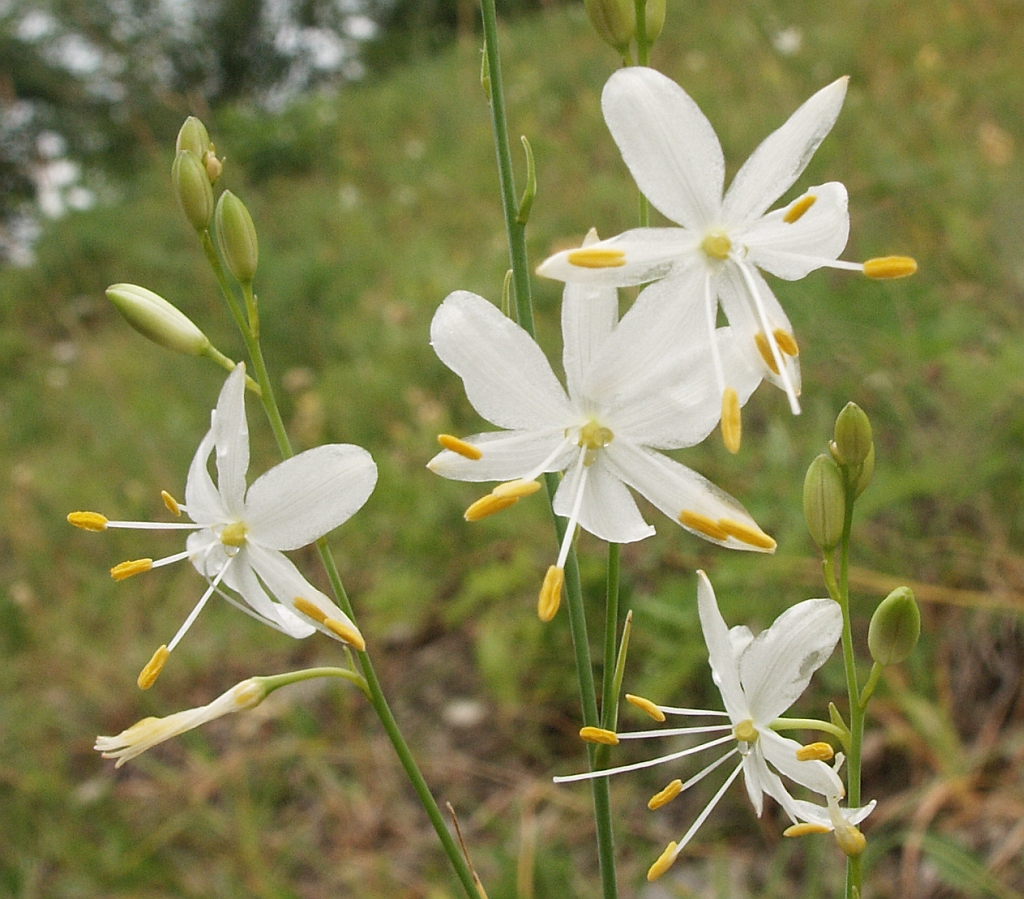
Kwiaty
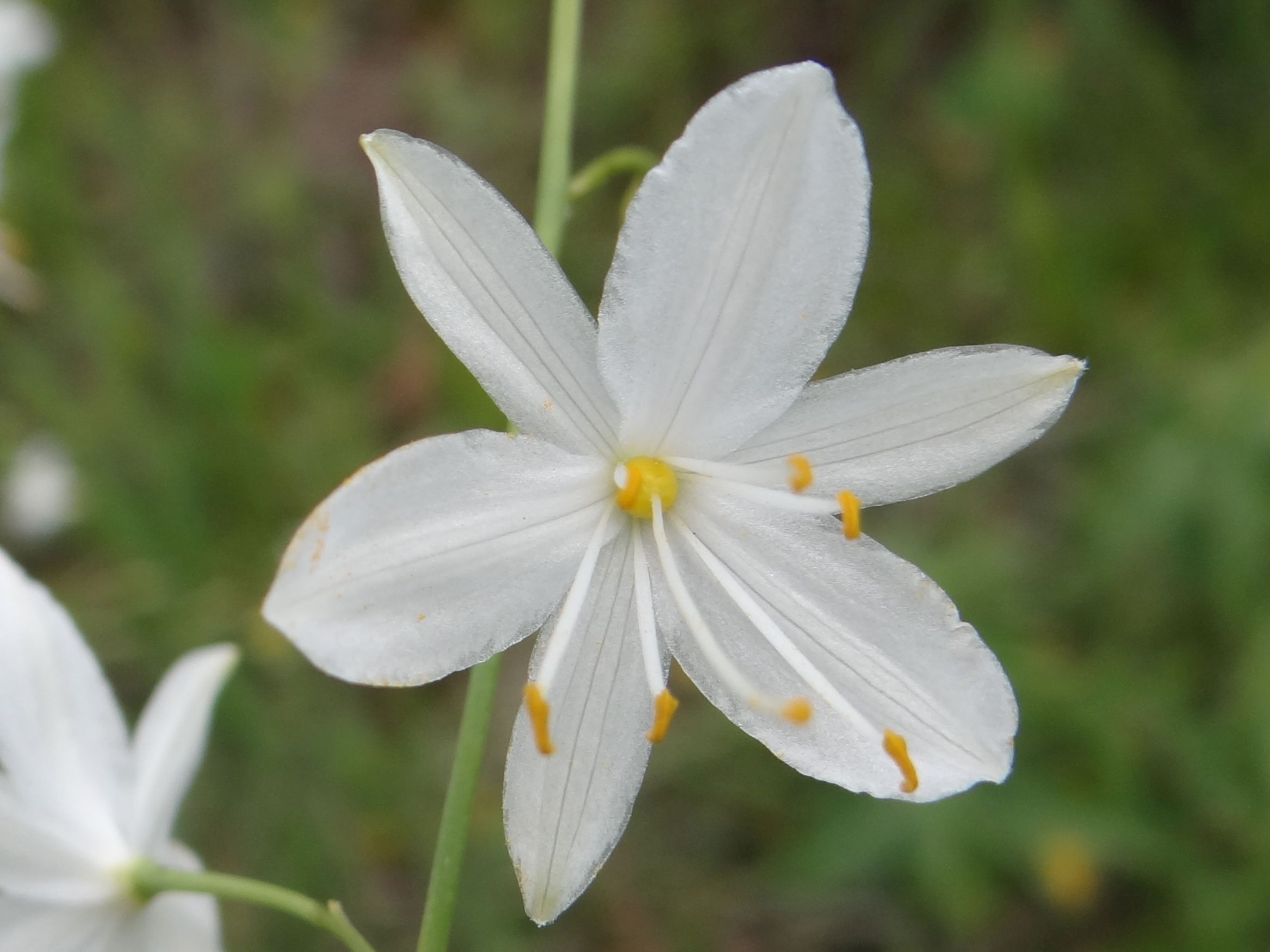
Kwiat
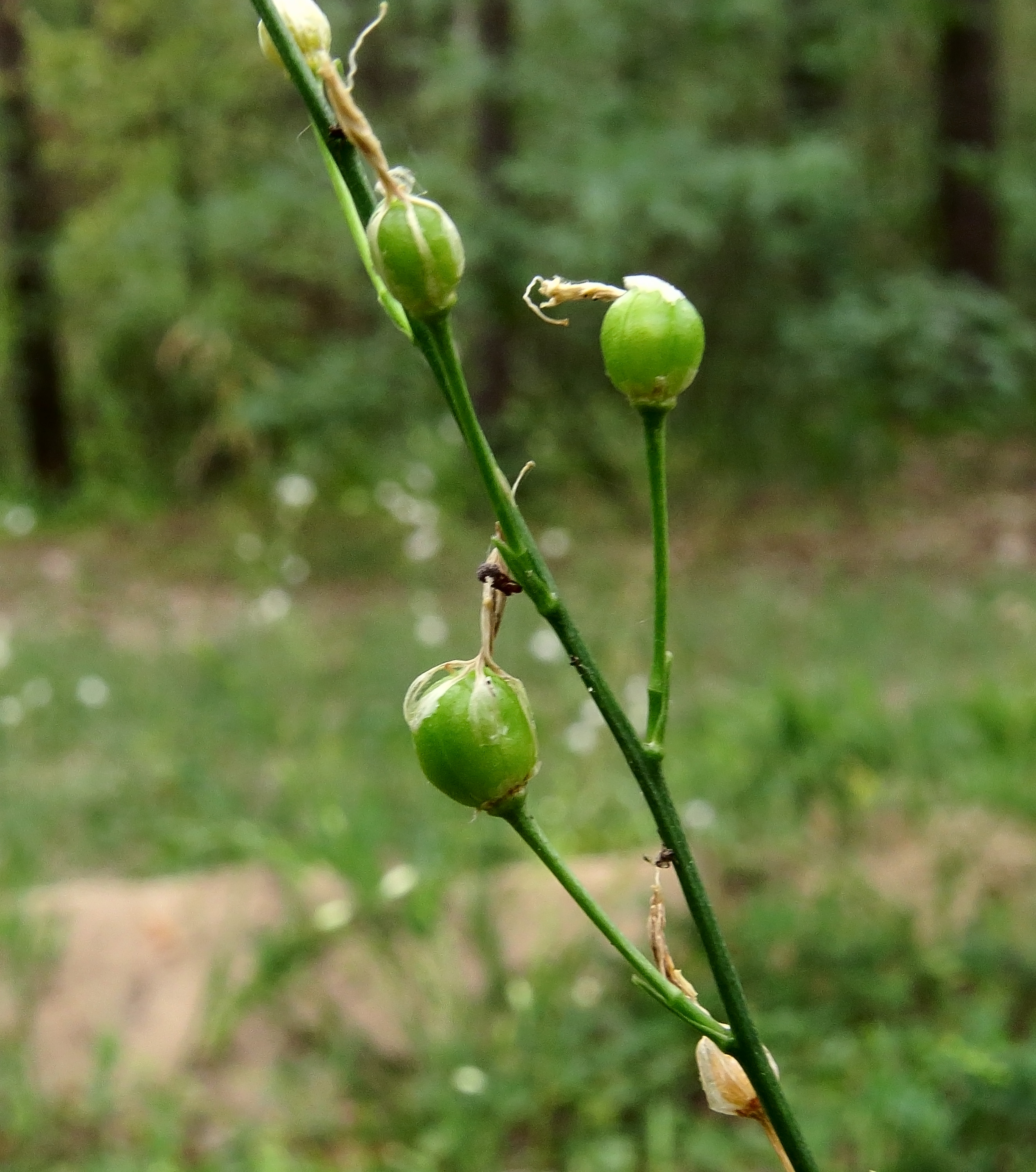
Owoce
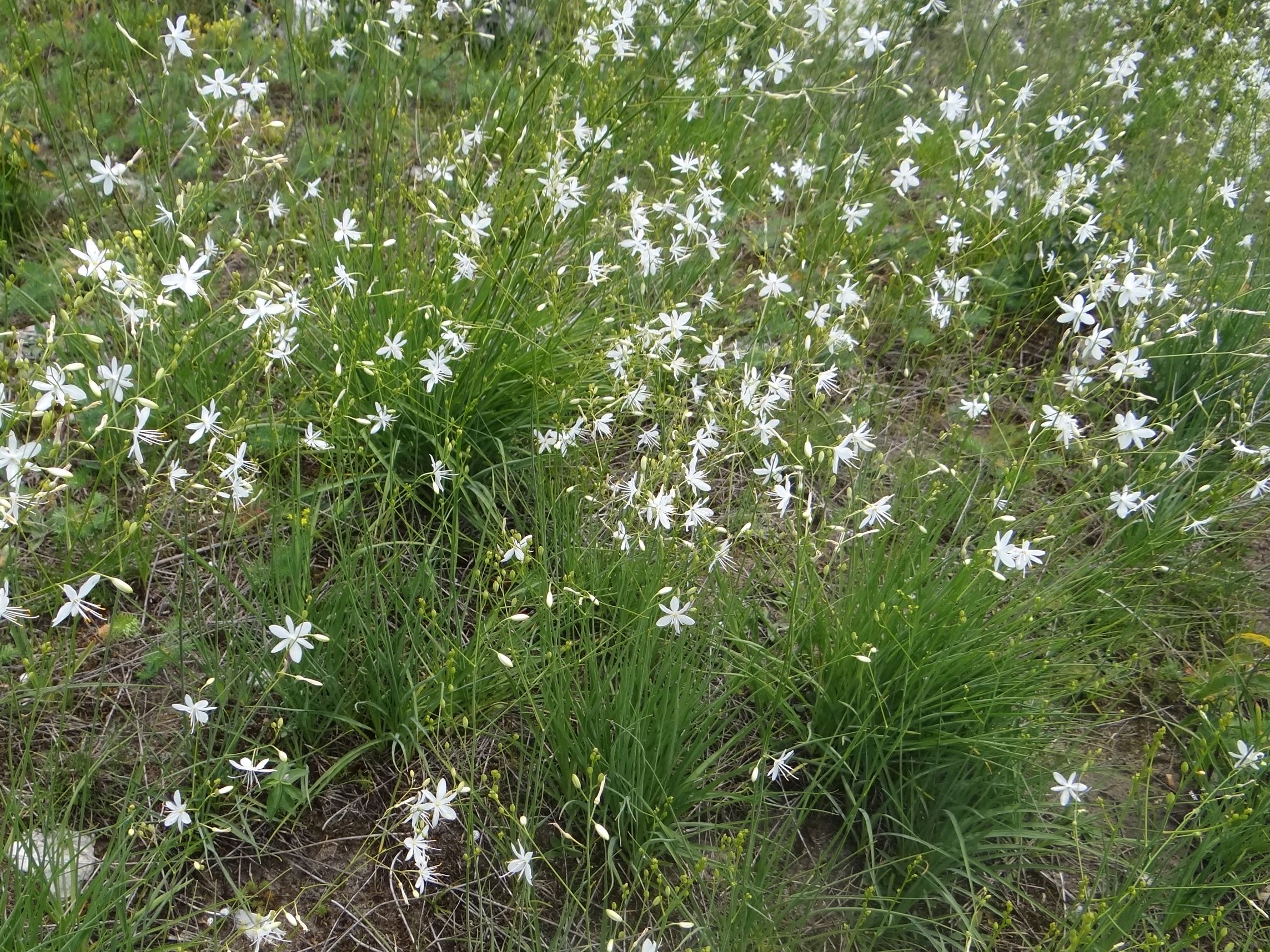
Skupienie roślin

## Biologia i ekologia
Bylina, geofit lub hemikryptofit. Kwitnąć zaczyna po trzech latach od skiełkowania. Kwitnie od końca czerwca do sierpnia, jest owadopylna. Nasiona rozsiewane przez wiatr. Rośnie w suchych, widnych lasach i na porębach. Zaliczana jest do roślin miododajnych. Liczba chromosomów 2n = 30, 32. Gatunek charakterystyczny związku Geranion sanguinei.

## Zastosowanie
Pajęcznica gałęzista bywa uprawiana jako roślina ozdobna w ogrodach naturalistycznych, w grupach bylin i na rabatach. Kwiatostany mogą być wykorzystywane jako kwiaty cięte w świeżych kompozycjach.

## Uprawa
Uprawa możliwa do 5 strefy mrozoodporności. Gatunek wymaga stanowisk słonecznych i ciepłych, z glebą zasobną i przepuszczalną. Rozmnażany jest przez siew nasion (rosnąc w odpowiednich warunkach roślina sama się rozsiewa) lub przez podział roślin.